# 武林
武林（拼音：wǔlín）通常指中国武俠小說、影视、戏剧、漫画与电子游戏中常见的武术世界或群体。武林是由武师、门派、宗族、游侠、秘密组织和武林盟会等组成的虚构社会体系。武林常常被描绘为一个隐秘或半自治的世界，与主流社会平行存在，其内部由武德、比武和权力斗争规范成员之间的互动和秩序。
武林与江湖密切相关但并不完全相同，后者泛指包括武林在内的更广泛的边缘社会。

## 词源
"武林"一词旧时是杭州的别称，因当地有武林山（今吴山）而得名，宋代周密《武林旧事》中即以此指代杭州。1920年代以来，随着近现代武侠小说的发展，“武林”逐渐被用来指代以武术为核心的虚构世界及其社会体系，成为武侠世界观中的常用术语。随后金庸、梁羽生、古龙等新武侠作家进一步丰富和系统化了这一概念，使"武林"最终成为中国武侠文化中表示习武群体及其价值体系的专有名词。

## 武林的文化特征

### 等级制度
在武林体系中，武者常依据武艺高低、道德修养及对武林的贡献而划分等级。常见的尊称如“武林宗师”指德高望重的武者；“武林盟主”指一时被推举为武林最高领导者。

### 武德规范
武林通常遵循被称为“武德”的道德准则，内容包括：忠义、仁爱、尊师、诚信及善用武艺。在历史上及武侠作品中，违反武德者常被视作“武林败类”，遭到江湖与武林的联合排斥或制裁。

### 门派与流派
武林体系中由众多门派与宗族组成，常有各自独特的武技与传承。少林寺、武当、峨眉等真实存在的寺观在武侠小说中常被塑造为著名武林门派。

## 武林在文学与流行文化中的表现
“武林”是武侠作品中的核心世界观，广泛出现在小说、电影、电视剧、漫画与游戏等媒介中。典型作品包括：
金庸小说《射雕英雄传》、《笑傲江湖》等
古龙小说《多情劍客無情劍》
李安导演电影《臥虎藏龍 (電影)》、张艺谋导演《英雄》
电视剧《倚天屠龍記 (1978年電視劇)》、《神雕侠侣》等
在上述作品中，武林被描绘为一个与世俗社会交错而独立的平行世界，内部有着独特的政治、冲突与秩序。

## 与相关概念的区别

### 武林与江湖
尽管常常被混用，武林与江湖仍有区分：
武林：专指武术家及其组织、门派和行为规范所构成的群体。
江湖：泛指脱离主流社会秩序的广泛边缘世界，包括但不限于武者，还有商贩、流浪者、帮派、艺人等。
简言之，武林存在于江湖之内，但江湖并不等同于武林。

### 武林与绿林
“绿林”原指西汉末年马武等人在绿林山中起义，后泛指山贼、盗匪群体，多出现在史书及传统文学中。与之不同，“武林”指以武技为本的门派、帮会和武者组成的社会体系，其内涵更倾向于技艺和道德的结合，而非单纯的暴力或劫掠行为。

### 武林与武侠
武林：指武侠世界中具体的社会组织与世界观结构。
武侠：是指以武林、江湖为背景，讲述侠客冒险与恩怨的文学与影视类型。

## 现代使用
当代，“武林”一词仍被用于指称现实中的武术界，或作为各类武术竞赛、表演活动的称谓。